# Artista Homenageado da República Socialista Federativa Soviética da Rússia
Artista Homenageado da República Socialista Federativa Soviética da Rússia (em russo: Заслуженный художник РСФСР) foi um título honorífico concedido na Rússia Soviética entre os anos de 1960 e 1992.
A distinção foi estabelecida em 10 de setembro de 1960 por decreto do Soviete Supremo, sendo destinada aos artistas profissionais das mais variadas áreas de atuações que receberam reconhecimento público.
O destinatário recebia um diploma do outorgante e a insígnia correspondente, que era usada no lado direito do peito e localizada abaixo de ordens, medalhas e distintivos dos títulos honorários da União Soviética.
Em 4 de fevereiro de 1992, ocorreram as últimas atribuições deste título.